# Lagerlechfeld
Lagerlechfeld ist teils ein Ortsteil von Graben, teils von Untermeitingen im schwäbischen Landkreis Augsburg.

## Geographie
Lagerlechfeld liegt 20 km südlich von Augsburg und nördlich von Klosterlechfeld, auf dem Lechfeld und an der Via Claudia Augusta, heute Bundesstraße 17. 15 km südlich befindet sich Landsberg am Lech. 5 km westlich Schwabmünchen.

## Gemeindliche Ordnung
Der Nordteil von Lagerlechfeld gehört zur Gemeinde Graben, der Südteil zur Gemeinde Untermeitingen. Die Grenze verläuft in Ost-West-Richtung nördlich der Westendstraße.

## Geschichte
Das Lechfeld ist schon seit der Römerzeit als Schlachtfeld bekannt und hat dadurch auch eine Lagertradition. Berühmt geworden ist es durch die Schlacht auf dem Lechfeld (955).
Ab 1864 kam das Militär auf das Lechfeld. Man baute ein Barackenlager für 10.000 Soldaten. Zur Zeit des Deutsch-Französischen Krieges 1870/71 bestand ein Gefangenenlager für 9.000 Kriegsgefangene. 1877 wurde die Station an der Bahnstrecke Bobingen–Kaufering gebaut. 1899 wurden ein Garnisonslazarett und ein Wasserturm errichtet, zwischen 1900 und 1910 entstanden die ersten Ansiedlungen entlang der Bahnstrecke. Lechfeld war bis zum Ende des Ersten Weltkrieges Truppenübungsplatz für das I. Armeekorps der bayerischen Armee.
Ab 1912 begann der militärische Flugbetrieb auf dem Fliegerhorst Lechfeld. Er ist damit einer der ältesten Militärflugplätze in Deutschland. Während des Ersten Weltkrieges wurde ein Gefangenenlager für 20.000 Kriegsgefangene eingerichtet. Nach dem Krieg entstand dann ein Durchgangslager für aus der Gefangenschaft zurückkehrende deutsche Soldaten.
1934 begann mit der Aufrüstung der Wehrmacht die Wiederaufnahme des militärischen Flugbetriebes inklusive einer Flugschule für die Ausbildung von Bomberbesatzungen der Luftwaffe. Während des Zweiten Weltkrieges war Lagerlechfeld auch Versuchsflugplatz der Messerschmitt-Werke Augsburg. 
Neben sowjetischen Kriegsgefangenen wurden auch KZ-Häftlinge der KZ-Außenlager Kaufering IX – Obermeitingen und Kaufering IV – Hurlach zur Arbeit in der Rüstungsindustrie gezwungen. Die Flugzeuge Messerschmitt Me 163 und Me 262 wurden hier erprobt. Nach mehreren Luftangriffen waren 1945 die meisten Gebäude zerstört.
Seit 1956 wird der Flugplatz von der Bundeswehr genutzt, von 1956 bis 2013 war der Fliegerhorst Heimat des Jagdbombergeschwaders 32. Heute dient er als Ausweichflugplatz für das Taktische Luftwaffengeschwader 74 und andere NATO-Verbände.

## Verkehr
Lagerlechfeld liegt an der vierspurig ausgebauten Bundesstraße 17 Augsburg–Landsberg am Lech. Im Ortsbereich ist diese tiefergelegt und von sechs Brücken überspannt, davon eine für den Bahnverkehr zur Kaserne. Lagerlechfeld kann man über zwei Ausfahrten erreichen: Im Norden Kleinaitingen/Lagerlechfeld-Nord und im Süden Lagerlechfeld Süd/Untermeitingen.
Seit 1877 gibt es in Lagerlechfeld den Bahnhof gleichen Namens an der Strecke Bahnstrecke Bobingen–Kaufering, auf der Züge im Stundentakt zwischen Augsburg Hbf und Landsberg am Lech verkehren. Betreiber ist die Bayerische Regiobahn. 
Lagerlechfeld gehört zum Augsburger Verkehrsverbund (AVV) und ist an mehrere Buslinien angeschlossen, die in Richtung Augsburg, Schwabmünchen und Landsberg am Lech fahren.

## Wirtschaft
Der größte Arbeitgeber auf dem Lechfeld ist die Bundeswehr mit 5.000 Beschäftigten. Darüber hinaus gibt es im Nordteil zwei Gewerbegebiete. Eines zwischen Graben und Lagerlechfeld, in dem sich schon mehrere kleine bis mittlere Unternehmen niedergelassen haben. Das zweite liegt im Norden an der B17. Hier sollen sich größere Unternehmen niederlassen.

## Kirchen
Im Nordteil gibt es zwei Kirchen, die katholische Kirche St. Martin, ein moderner Nachkriegsbau mit einem auffallenden Glockenturm, der Eingang zum Kirchplatz ist, sowie die evangelische Versöhnungskirche, ebenfalls ein neuzeitlicher Bau, auf der Ostseite der B 17.
Die 1967 geweihte Kirche St. Martin war mit ihren 400 Plätzen zuletzt zu groß; darum entschied das Bistum Augsburg im Juli 2018, durch einen Umbau den Gottesdienstraum zu verkleinern und den abgetrennten Teil künftig als Kunstdepot der Diözese zu nutzen. Am 27. Dezember 2020 wurde die Kirche durch Bischof Bertram Meier profaniert, der verkleinerte Kirchenraum 2022 neu geweiht.

## Sonstiges
Die Infrastruktur (Kindergarten, Banken und Sportanlagen) befindet sich zum Großteil im Nordteil.